# Saint-Julien-du-Puy
Saint-Julien-du-Puy – miejscowość i gmina we Francji, w regionie Oksytania, w departamencie Tarn.
Według danych na rok 1990 gminę zamieszkiwało 348 osób, a gęstość zaludnienia wynosiła 18 osób/km² (wśród 3020 gmin regionu Midi-Pireneje Saint-Julien-du-Puy plasuje się na 722. miejscu pod względem liczby ludności, natomiast pod względem powierzchni na miejscu 577.).